# A través de las Grandes Llanuras
A través de las grandes llanuras (en inglés Across the Plains) es un relato de Robert Louis Stevenson. Hace una reseña de su viaje a California, muy costoso para su salud, realizado en 1879. Primeramente publicado como una serie de artículos en la revista Longman's Magazine en julio y agosto de 1883, la historia aparece en el volumen en Chatto & Windus en 1892. 

## Argumento
Habiendo completado la travesía del Atlántico desde Glasgow, en las condiciones descritas en The Amateur Emigrant, Stevenson llegó a Nueva York, atravesando los Estados Unidos de este a oeste para llegar a San Francisco, California, después de un viaje de tren de doce días. 
Su travesía a través de las Grandes Llanuras norteamericanas da nombre a la obra.